# Женская дуэль
«Женская дуэль» — картина Хосе де Риберы. Хранится в музее Прадо в Мадриде.
Картина, датированная и подписанная Риберой, создана в Неаполе в 1636 году, как часть цикла из более чем тридцати картин на тему истории Рима, заказанных Рибере, Джованни Ланфранко, Доменикино и другим художникам.
На картине изображена кульминация легендарного эпизода из истории Неаполя, случившегося в 1552 году, когда две синьоры — Изабелла де Карацци и Диамбра де Поттинелла — сразились на дуэли за любовь мужчины по имени Фабио Дзересола в присутствии маркиза Альфонсо д’Авалоса. Сюжет картины также интерпретировался, как аллегория борьбы между пороком и добродетелью.